# Jarkowice
Jarkowice est une localité polonaise de la gmina de Lubawka, située dans le powiat de Kamienna Góra en voïvodie de Basse-Silésie.